# Paulo Thiago
Paulo Thiago Alencar Artunes (født 25. januar 1981 i Brasília, Distrito Federal, Brasilien) er en brasiliansk MMA-udøver, som blandt andet har konkurreret i organisationen Ultimate Fighting Championship.
Han er i Danmark mest kendt for sin kamp mod Martin Kampmann på UFC 115 den 12. juni 2010. Han tabte kampen via enstemmig afgørelse.

## Baggrund
Thiago er fra Brasília, Distrito Federal og begyndte til judo da han var 5 år gammel.

### Ultimate Fighting Championship
Thiago havde aldrig haft en kontrakt før hans kamp mod Josh Koscheck, hvor han kun var i stand til at komme på prøve. Thiago fik sin UFC-debut den 21. februar hvor han vandt en overraskende sejr mod topudfordreren Koscheck på UFC 95. Under kampen kommenterede, kommentator Joe Rogan at Thiagos slagkraft virkede underlegen i forhold til Koschecks. Men Thiago vandt kampen på knockout, med en højre uppercut og venstre-hook. Kamplederen stoppede kampen før Thiago kunne nå at kaste sig over ham. Koscheck klagede med det samme og påstod at han stadig var i stand til at forsvare sig selv. Yderlige nærstudering af et replay viser Koschecks øjne rulle tilbage som han falder ned, hvilket retfærdigør standsningen. Ved pressekonferencen efter kampen, bekræftede Dana White at Thiago havde fået Knockout of the Night-prisen.
Thiago havde sin anden kamp i UFC, da han kæmpede mod den tidligere titeludfordrer og Koschecks holdkammerat Jon Fitch på UFC 100. Dette Thiagos første kamp i USA og han tabte via enstemmig afgørelse.
Thiago kom tilbage med en enstemmig afgørelse-sejr mod UFC-nykommeren Jacob Volkmann på UFC 106 den 21. november, 2009.
I Thiagos fjerde kamp i UFC's octagon, skulle han have mødt i Josh Koscheck en rematch på UFC 109. Men Koscheck træk sig ud af kampen på grund af en ukendt skade og blev erstattet af AKA-holdkammerat Mike Swick. Thiago vandt via submission (D'arce Choke) i 2. omgang og fik sin anden UFC-kamp-bonus med sin sejr.
Thiago mødte Martin Kampmann den 12. juni, 2010, på UFC 115 hvor han tabte en enstemmig afgørelse (30-27, 30-27, 30-27).
Thiago tabte sin anden kamp i træk via enstemmig afgørelse mod Diego Sanchez den 23. oktober, 2010 på UFC 121. Selvom Thiago startede kampen stærkest ved at vinde 1. omgang begyndte han at blive træt og Sanchez overtog kampen med sine bryde-evner i 2. og 3. omgang . Kampen gav begge kæmperne Fight of the Night-prisen og ekstra løn.
I november 2010, underskrev Thiago en ny 4-kamps-aftale med UFC. Thiago skulle have mødt Johny Hendricks den 3. marts, 2011, på UFC Live: Sanchez vs. Kampmann. Men Thiago var tvunget til at melde afbud på grund af en albueskade.
Thiago besejrede David Mitchell via en enstemmig afgørelse den 27. august, 2011 på UFC 134, hvor han fuldstændigt dominerede Mitchell gennem alle tre omgange.

## Privatliv
Thiago er gift og har tvillinger.

## Mesterskaber og hæder
- Ultimate Fighting Championship
  - Knockout of the Night (1 gang) vs. Josh Koscheck 
  - Submission of the Night (1 gang) vs. Mike Swick 
  - Fight of the Night (1 gang) vs. Diego Sanchez